# Scopinella pleiospora
Scopinella pleiospora är en svampart som först beskrevs av Joseph Schröter, och fick sitt nu gällande namn av Pier Andrea Saccardo 1891. Scopinella pleiospora ingår i släktet Scopinella, ordningen Sordariales, klassen Sordariomycetes, divisionen sporsäcksvampar och riket svampar.   Inga underarter finns listade i Catalogue of Life.